# Antiche unità di misura del circondario di Benevento
Sono qui riportate le conversioni tra le antiche unità di misura in uso nel circondario di Benevento e il sistema metrico decimale, così come stabilite ufficialmente nel 1877; non si riportano le unità di misura e di peso stabilite con la riforma del 1840, rese uniformi nell'intero Regno di Napoli.
Nonostante l'apparente precisione nelle tavole, in molti casi è necessario considerare che i campioni utilizzati erano di fattura approssimativa o discordanti tra loro.

## Misure di lunghezza
Nel 1877, oltre alle unità ufficiali del 1840, sono indicate in uso alcune misure abusive.
| Comuni         | Denominazione | Valore   | Unità |
| -------------- | ------------- | -------- | ----- |
| Tutti i comuni | Canna         | 2,109360 | m     |
| Tutti i comuni | Palmo         | 0,263670 | m     |

Secondo l'uso anteriore al 1840, la canna si divide in 8 palmi, il palmo in 12 once, l'oncia in 5 minuti.
10 palmi fanno una pertica. 7 palmi fanno un passo. 10 passi fanno una catena. 100 catene fanno il miglio.
Secondo le varie località si usano anche passi da terra di palmi 5 1/2, 7 1/3, 8.

## Misure di superficie
Nel 1877, oltre alle unità ufficiali del 1840, sono indicate in uso alcune misure abusive.
| Comuni | Denominazione                                                                                              | Valore   | Unità |
| --- | --- | -------- | ----- |
| Tutti i comuni | Palmo quadrato                                                                                             | 0,069522 | m²    |
| Benevento. San Leucio, Sant'Angelo a Cupolo | Tomolo di 900 passi quadrati di palmi 7 di lato                                                            | 3065,91  | m²    |
| Ceppaloni, Cautano, Castelpoto, Campoli del Monte Taborno, Foglianise, Torrecuso, Paupisi, Tocco Caudio, Vitulano, Apollosa, Bonea, Montesarchio, Pannarano, Airola, Arpaia, Bucciano, Forchia, Moiano, Paolise, S. Nazzaro Calvi, Paduli, San Giorgio la Montagna, San Martino Sannita, S. Nicola Manfredi, Pago Veiano, Pescolamazza, Pietrelcina, Apice, Buonalbergo | Moggio di 900 passi quadrati di palmi 7 1/3 di lato; Vignale di 1600 passi quadrati di palmi 5 1/2 di lato | 3364,86  | m²    |
| Fragneto l'Abbate, Fragneto Monforte | Tomolo di 576 passi quadrati di palmi 8 di lato                                                            | 2562,85  | m²    |

La canna quadrata anteriore al 1840 è di soli 64 palmi quadrati.

## Misure di volume
Nel 1877, oltre alle unità ufficiali del 1840, sono indicate in uso alcune misure abusive.
| Comuni         | Denominazione | Valore | Unità |
| -------------- | ------------- | ------ | ----- |
| Tutti i comuni | Palmo cubo    | 18,331 | L     |

Secondo l'uso anteriore al 1840 mille palmi cubi fanno una pertica cuba, e 512 palmi cubi fanno la canna cuba.
La canna di costumanza per le fabbriche equivale ad un quarto di canna abusiva cuba.
La canna per la legna da fuoco di 256 palmi cubi abusivi equivale a mezza canna abusiva cuba.
Palmi cubi abusivi 9 1/3 fanno la soma per l'arena che si divide in 7 cofani.

## Misure di capacità per gli aridi
Nel 1877, oltre alle unità ufficiali del 1840, sono indicate in uso alcune misure abusive.
A Benevento erano presenti unità specifiche.
| Comuni                                      | Denominazione | Valore   | Unità |
| ------------------------------------------- | ------------- | -------- | ----- |
| Benevento, San Leucio, Sant'Angelo a Cupolo | Soma antica   | 168,6063 | L     |
| Benevento, San Leucio, Sant'Angelo a Cupolo | Soma moderna  | 165,7020 | L     |

La soma o salma di Benevento di misura antica si divide in 4 tomoli piccoli, il tomolo in 2 mozzetti, il mozzetto in 2 quarti, il quarto in 6 misure.
La soma di Benevento di misura moderna si divide in 3 tomoli grossi, il tomolo in 2 mezzetti, il mezzetto in 2 quarti, il quarto in 6 misure.
| Comuni | Denominazione | Valore  | Unità |
| --- | ------------- | ------- | ----- |
| Ceppaloni, Arpaise, Bonea, Campoli del Monte Taborno, Cautano, Castelpoto, Airola, Foglianise, Palpisi, Alpisi, Arpaia, Tocco Caudio, Torrecuso, Vitulano, Apollosa, Montesarchio, Pannarano, Bucciano, Forchia, Molano, San Giorgio la Montagna, Paolise, San Martino Sannita, S. Nazzaro Calvi, Paduli, San Nicola Manfredi, Apice, Fragneto l'Abbate, Fragneto Monforte, Pescolamazza, Pago Veiano, Pietrelcina, Buonalbergo | Tomolo        | 55,3189 | L     |

Il tomolo napoletano prima e dopo il 1840 si divide in 24 misure.

## Misure di capacità per i liquidi
Nel 1877, oltre alle unità ufficiali del 1840, sono indicate in uso alcune misure abusive.
A Benevento erano presenti unità specifiche.
| Comuni                                      | Denominazione       | Valore   | Unità |
| ------------------------------------------- | ------------------- | -------- | ----- |
| Benevento, San Leucio, Sant'Angelo a Cupolo | Soma di vino impuro | 163,5876 | L     |
| Benevento, San Leucio, Sant'Angelo a Cupolo | Soma da vino puro   | 144,3420 | L     |
| Benevento, San Leucio, Sant'Angelo a Cupolo | Piede da olio       | 7,300500 | L     |
| Bagnara                                     | Soma da vino        | 179,5804 | L     |
| Bagnara                                     | Ambola da vino      | 298,7000 | L     |

La soma o salma da vino impuro di Benevento si divide in 12 langelle, la langella in ambole 8 1/2, l'ambola in 2 caraffe.
La soma da vino puro di Benevento si divide in 90 ambole.
Il piede da olio di Benevento si divide in 4 ambole, l'ambola in 4 quartucce.
La soma da vino di Bagnara si divide in 102 ambole.
| Comuni | Denominazione          | Valore   | Unità |
| --- | ---------------------- | -------- | ----- |
| Pescolamazza, Bonea, Pietrelcina, Ceppaloni, Montesarchio, Pago Velano, Fragneto l'Abbate, Paduli, Fragneto Monforte | Barile di 40 pinte     | 35,7158  | L     |
| Pescolamazza, Bonea, Pietrelcina, Ceppaloni, Montesarchio, Pago Velano, Fragneto l'Abbate, Paduli, Fragneto Monforte | Pinta di un rotolo     | 0,892894 | L     |
| Foglianise, Torrecuso, Apollosa                                                                                      | Cantaro di 100 caraffe | 89,2894  | L     |
| Foglianise, Torrecuso, Apollosa                                                                                      | Caraffa di un rotolo   | 0,892894 | L     |
| Tocco Caudio | Barile di 150 caraffe  | 133,9341 | L     |
| Tocco Caudio | Caraffa di un rotolo   | 0,892894 | L     |
| Pannarano | Salma di 120 caraffe   | 107,1473 | L     |
| Pannarano | Caraffa di un rotolo   | 0,892894 | L     |
| Airola | Barile di 60 caraffe   | 43,3947  | L     |
| Airola | Caraffa di 27 once     | 0,723244 | L     |
| Paolise | Barile di 60 caraffe   | 44,3461  | L     |
| Paolise | Caraffa di 27,592 once | 0,739102 | L     |
| San Giorgio la Montagna, San Martino Sannita, San Nicola Manfredi                                                    | Barile di 48 caraffe   | 34,7157  | L     |
| San Giorgio la Montagna, San Martino Sannita, San Nicola Manfredi                                                    | Caraffa di 27 once     | 0,723244 | L     |
| San Nazzaro Calvi | Barile di 30 caraffe   | 26,7868  | L     |
| San Nazzaro Calvi | Caraffa di un rotolo   | 0,892894 | L     |
| Apice | Barile di 60 caraffe   | 48,2163  | L     |
| Apice | Caraffa di 30 once     | 0,803605 | L     |
| Buonalbergo | Barile di 60 caraffe   | 57,8596  | L     |
| Buonalbergo | Caraffa di 36 once     | 0,964326 | L     |

I pesi indicati perle misure del vino sono quelli del volume di acqua distillata che dovevano contenere e non servono che di nomenclatura distintiva.
| Comuni                                        | Denominazione                       | Valore   | Unità |
| --------------------------------------------- | ----------------------------------- | -------- | ----- |
| San Nazzaro Calvi                             | Staio di rotoli 10 2/3 = 9,504 kg   | 10,4063  | L     |
| Fragneto l'Abbate, Fragneto Monforte          | Caraffa di rotoli 2/3 = 0,594 kg    | 0,650391 | L     |
| Pago Veiano, Pescolamazza, Pietrelcina, Apice | Pignatta di rotoli 2 2/3 = 2,376 kg | 2,601565 | L     |
| Buonalbergo                                   | Ambola di rotoli 3 1/3 = 2,97 kg    | 3,251957 | L     |
| Paduli                                        | Ambola di rotoli 3 = 2,673 kg       | 2,926761 | L     |

I pesi indicati per le misure dell'olio sono quelli del volume di olio che devo in esso contenersi, giacché nel sistema metrico napoletano l'olio si misurava a peso e non a capacità.

## Pesi
| Comuni         | Denominazione | Valore  | Unità |
| -------------- | ------------- | ------- | ----- |
| Tutti i comuni | Rotolo        | 890,997 | g     |
| Tutti i comuni | Libbra        | 320,759 | g     |

Secondo la legge del 1840 cento rotoli fanno un cantaro; il rotolo è di once 33 1/3 e si divide in 1000 trappesi.
La libbra si divide in 12 once, l'oncia in 30 trappesi.
Secondo l'uso anteriore alla legge del 1840 cento libbre fanno un cantaro piccolo.
Gli orefici dividono l'oncia in 30 trappesi ed il trappeso in 20 acini.
I gioiellieri dividono l'oncia in 130 carati, il carato in 4 grani, il grano in 16 sedicesimi.
I farmacisti dividono l'oncia in 10 dramme, la dramma in 3 scrupoli, lo scrupolo in 2 oboli, l'obolo in 10 acini o grani.
Dramme 1 1/2 formano il peso aureo.
40 rotoli fanno un peso per la calce.
4 rotoli fanno una decina, peso della lana.

## Territorio
Nel 1874 nel circondario di Benevento erano presenti 35 comuni divisi in 7 mandamenti.
- Airola • Airola, Arpaia, Bucciano, Forchia, Moiano, Paolisi
- Benevento • Arpaise, Benevento, Ceppaloni, San Leucio, Sant'Angelo a Cupolo
- Montesarchio • Apollosa, Bonea, Montesarchio, Pannarano
- Paduli • Apice, Buonalbergo, Paduli
- Pescolamazza • Fragneto l'Abate, Fragneto Monforte, Pago Veiano, Pescolamazza, Pietrelcina
- San Giorgio la Montagna • San Giorgio la Montagna, San Martino Sannita, San Nazzaro, San Nicola Manfredi
- Vitulano • Campoli del Monte Taburno, Castelpoto, Cautano, Foglianise, Paupisi, Tocco Caudio, Torrecuso, Vitulano